# Clemente Bocciardo

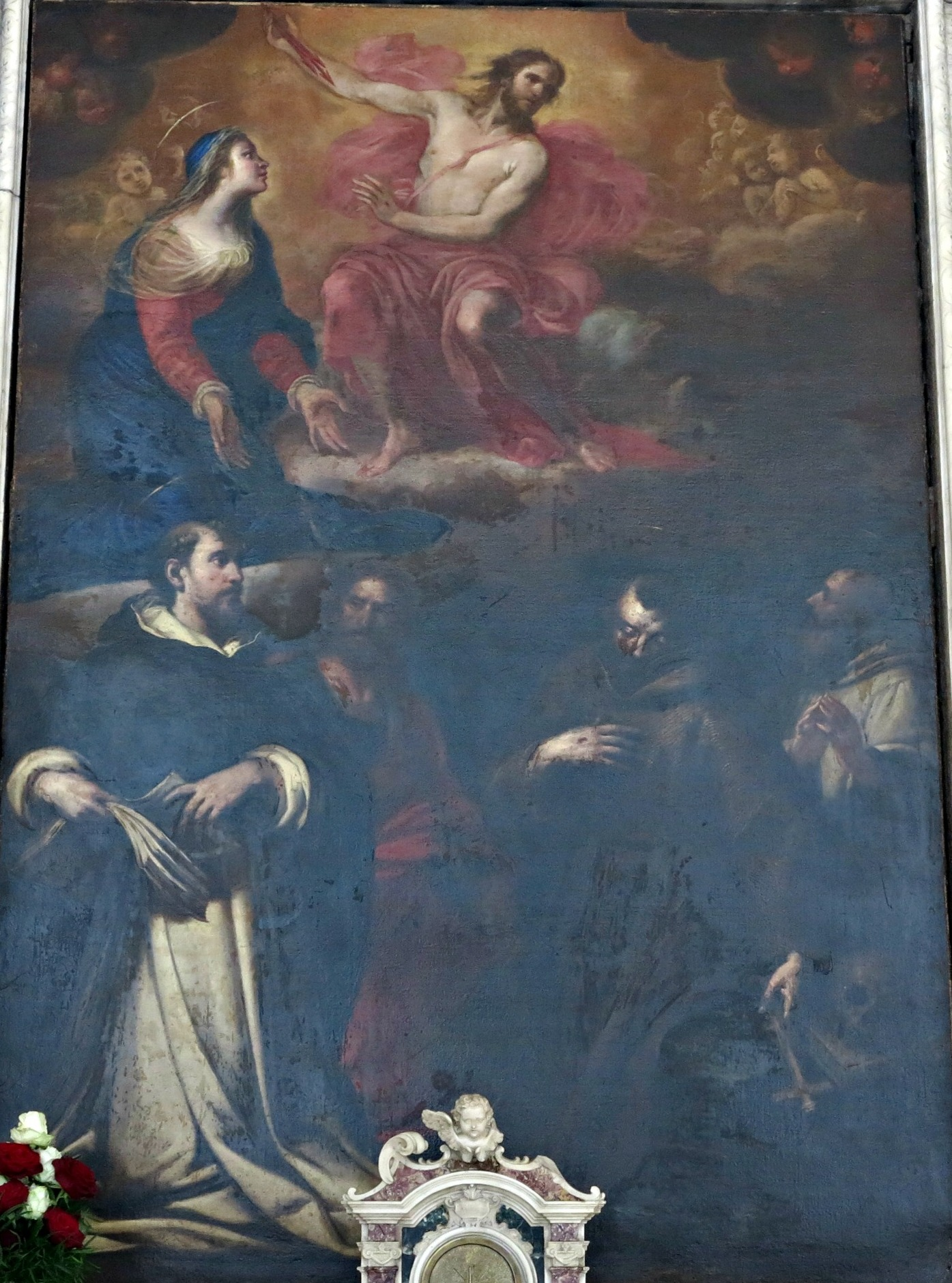
Cristo giudice e santi, chiesa di S. Matteo, Pisa

Clemente Bocciardo detto il Clementone (Genova, 1620 – Pisa, 1658) è stato un pittore italiano.

## Biografia
Iniziò la sua carriera pittorica tra gli allievi di Bernardo Strozzi. In seguito entrò nella cerchia del Grechetto, di cui fu allievo. Col Grechetto si diresse a Roma, dove ebbe l'opportunità di approfondire le sue tecniche e l'uso del colore.
Tornato a Genova diede prova del valore raggiunto dalla sua pittura dipingendo un Gran Cenacolo per l'Oratorio della Confraternita di San Germano, e un Corpus Domini per la chiesa di Sant'Andrea.
In seguito Bocciardo si stabilì a Firenze, dove approfondì ulteriormente la sua pittura; pertanto Raffaele Soprani accenna alla possibilità che le sue ultime e migliori opere siano rimaste dimenticate in quella città.
Morì ancora giovane, a Pisa, verso il 1658, a 38 anni.

## Cenacolo
Il Cenacolo del Bocciardo fu eseguito per la confraternita di San Germano che aveva il suo oratorio presso San Germano all'Acquasola (poi Santa Marta), nella Crosa del Diavolo. Era un'associazione ostile al governo genovese, e si pronunciò al principio del XVII secolo in termini politici avversi al Governo. Sciolta in un primo tempo, con un ricorso al Pontefice Paolo V (1618) si ricostituiva, ma i Confratelli proseguirono nel loro indirizzo antigovernativo, e il Senato genovese nel 1650 su intervento del patrizio Paolo Gerolamo Pallavicini fece demolire l'oratorio della Crosa del Diavolo.
L'Oratorio di San Germano era stato arricchito delle due notevoli tele, di cui una era l'Ultima Cena del Bocciardo, appena tornato da Roma, che grazie ad essa nella sua città riscosse il meritato successo. Grazie a questa affermazione il Bocciardo aveva eseguito la tela del Corpus Domini per Sant'Andrea. L'altra grande tela presente nell'oratorio di San Germano era di Gioachino Assereto.
Demolito il primo oratorio, la Confraternita si ricostituì, e nel 1728 innalzò un secondo oratorio in Borgo Lanieri, intitolato a Santa Maria della Pietà. Qui trasferì le opere del precedente oratorio, tra cui il Cenacolo del Bocciardo. La tela era qui ancora presente nel 1818.

L'oratorio di Borgo Lanieri, Santa Maria della Pietà, fu soppresso nel 1811; riaperto pochi anni dopo, divenne possesso della Congregazione degli Operai Evangelici (istituiti da Paolo Gerolamo Franzoni). Dismesso, nel 1853 fu venduto dalla Fabbriceria di Santo Stefano e, acquistato da Gerolamo Badano, trasformato in Teatro Apollo.